# Medalha de Ouro Paul Karrer

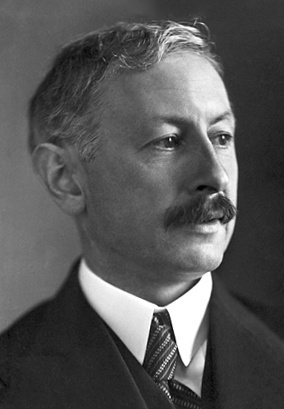
Paul Karrer

A Medalha de Ouro Paul Karrer (em inglês:  Paul Karrer Gold Medal and Lecture) é concedida anualmente ou bianualmente pela Universidade de Zurique a um pesquisador de destaque no campo da química. Foi estabelecida em 1959 por um grupo de companhias ilustres, incluindo Ciba Specialty Chemicals, J.R. Geigy, Hoffmann–La Roche, Sandoz, Nestlé e Wander, em memória do químico orgânico suiço laureado com o nobel Paul Karrer em seu aniversário de 70 anos.

## Laureados[1]
- 1959: Arthur Stoll
- 1960: Clemens Schöpf
- 1961: Arne Tiselius
- 1962: Alexander Todd
- 1963: Severo Ochoa
- 1964: Edgar Lederer
- 1965: Axel Hugo T. Theorell
- 1966: Gerold Schwarzenbach
- 1967: George Wald
- 1968: Kurt Mothes
- 1969: Robert Schwyzer
- 1970: Adolfo Quilico
- 1971: Bernhard Witkop
- 1972: Georg Wittig
- 1973: Egbertus Havinga
- 1974: Vladimir Prelog
- 1976: Otto Isler
- 1977: Alan Battersby
- 1979: Hans Kuhn
- 1982: Elias James Corey
- 1984: Jack Baldwin
- 1986: Koji Nakanishi
- 1989: Duilio Arigoni
- 1992: Hans Paulsen
- 1994: Stuart Schreiber
- 1996: Jacqueline Barton
- 1998: Ahmed Zewail
- 2000: Kyriacos Costa Nicolaou
- 2002: Dieter Oesterhelt
- 2004: Ada Yonath
- 2005: Robert Grubbs
- 2007: Steven Ley
- 2008: Albert Eschenmoser
- 2009: Akira Suzuki
- 2011: Michael Graetzel
- 2013: Stefan Hell
- 2015: Paul Knochel
- 2017: Herbert Waldmann